# Рингвуд, Боб
Боб Рингвуд (англ. Bob Ringwood; род. 1946, Лондон, Великобритания) — британский художник по костюмам. Дважды номинировался на премию «Оскар» за лучший дизайн костюмов к фильмам «Империя солнца» и «Троя».

## Карьера
Боб Рингвуд также известен как создатель нового дизайна костюма для Бэтмена в первых трёх фильмах тетралогии Бёртона/Шумахера (1989—1997): «Бэтмен» (1989), «Бэтмен возвращается» (1992) и «Бэтмен навсегда» (1995).

## Фильмография
Дизайнер костюмов
- 1981 — Экскалибур
- 1984 — Дюна
- 1985 — Санта Клаус / Santa Claus: The Movie
- 1986 — Дети солнца
- 1987 — Навострите ваши уши
- 1987 — Империя солнца
- 1989 — Бэтмен
- 1990 — Чикаго Джо и стриптизёрша / Chicago Joe and the Showgirl
- 1991 — Американские друзья / American Friends
- 1992 — Время от времени / From Time to Time (короткометражный)
- 1992 — Чужой 3
- 1992 — Бэтмен возвращается
- 1993 — Разрушитель
- 1994 — Тень
- 1995 — Бэтмен навсегда
- 1997 — Чужой 4: Воскрешение
- 2000 — Сверхновая
- 2001 — Искусственный разум
- 2002 — Машина времени
- 2002 — Звёздный путь: Возмездие
- 2004 — Троя

Art director
- 1982 — Контракт рисовальщика

Costume and Wardrobe Department
- 2000 — Люди Икс (costume consultant)

## Награды и номинации
Премия «Оскар» за лучший дизайн костюмов
- 1988 — «Империя солнца» (номинация)
- 2005 — «Троя» (номинация)

Премия BAFTA за лучший дизайн костюмов
- 1982 — «Экскалибур» (номинация)
- 1989 — «Империя солнца» (номинация)
- 1990 — «Бэтмен» (номинация)

Премия «Сатурн» за лучшие костюмы
- 1982 — «Экскалибур» (награда)
- 1985 — «Дюна» (награда)
- 1991 — «Бэтмен» (номинация)
- 1993 — «Чужой 3» (номинация)
- 1993 — «Бэтмен возвращается» (номинация)
- 1994 — «Разрушитель» (номинация)
- 1995 — «Тень» (номинация)
- 1996 — «Бэтмен навсегда» (номинация)
- 1998 — «Чужой 4: Воскрешение» (номинация)
- 2003 — «Звёздный путь: Возмездие» (номинация)